# Kamienica Czeczotki w Krakowie
Kamienica Czeczotki – zabytkowa kamienica znajdująca się w Krakowie na rogu ulic Wiślnej 1 oraz św. Anny 2, na Starym Mieście.
Kamienica zbudowana w 1561 według projektu Gabriela Słońskiego i Ambrożego Morosiego. Właścicielem kamienicy był ówczesny burmistrz krakowski Erazm Czeczotka (zm. 1587), który "krwawo" zapisał się w dziejach miasta.
W XIX wieku piętrową kamienicę nadbudowano. Do stycznia 2010 w budynku mieścił się krakowski oddział sieci "Galeria Centrum".

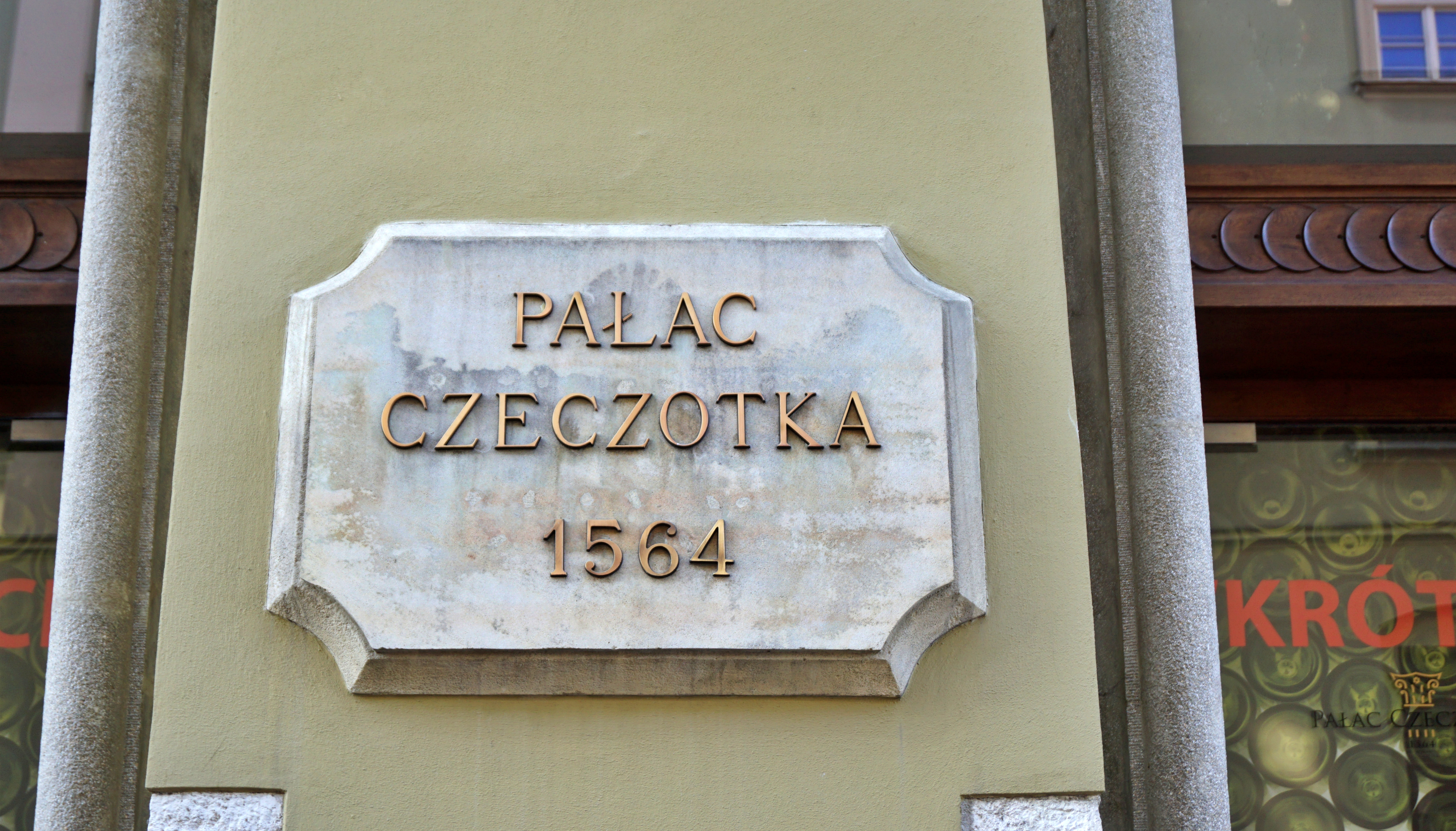
Tablica pamiątkowa